# Castello di Gonzaga

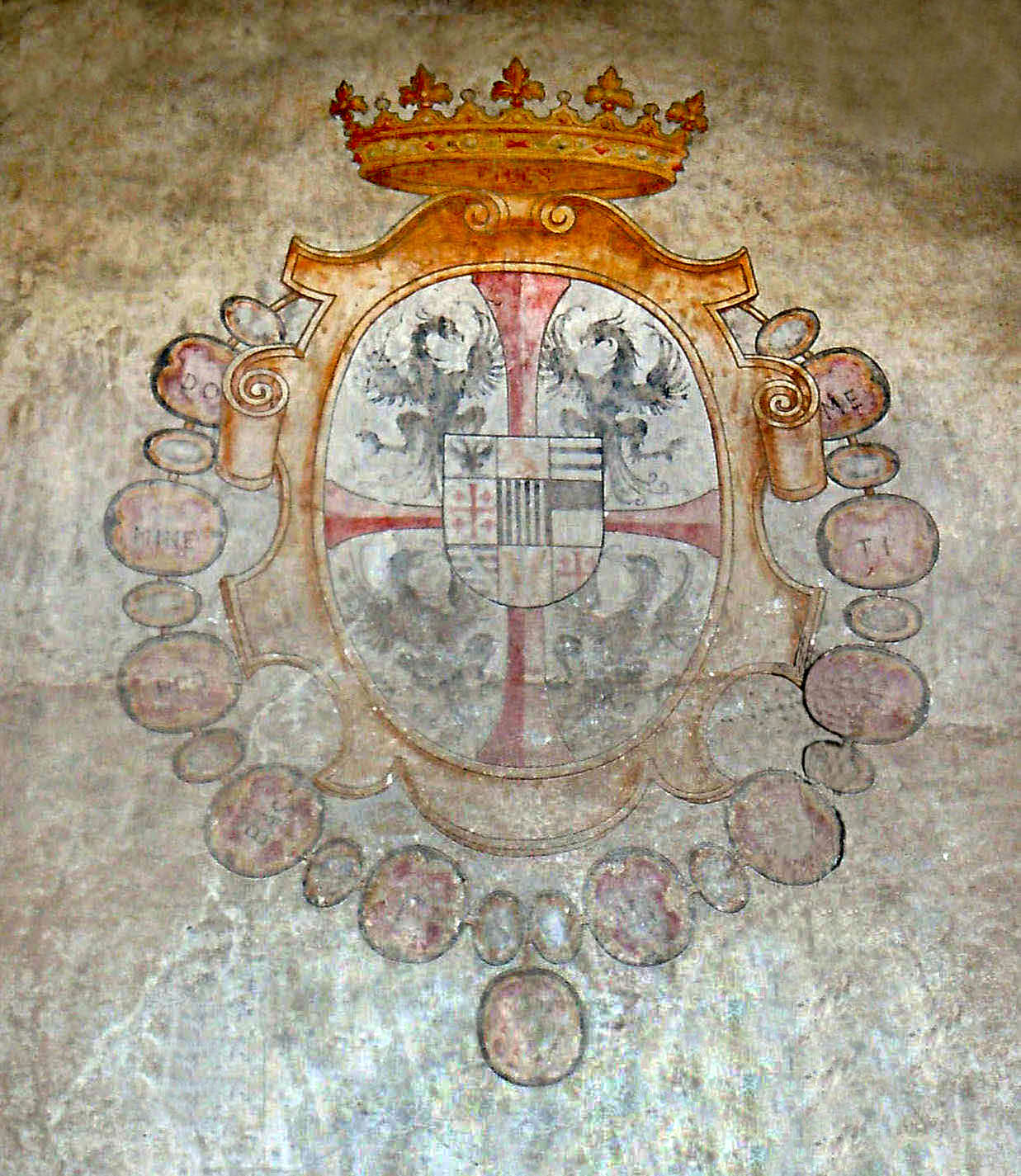
Lo stemma dei Gonzaga sulla torre

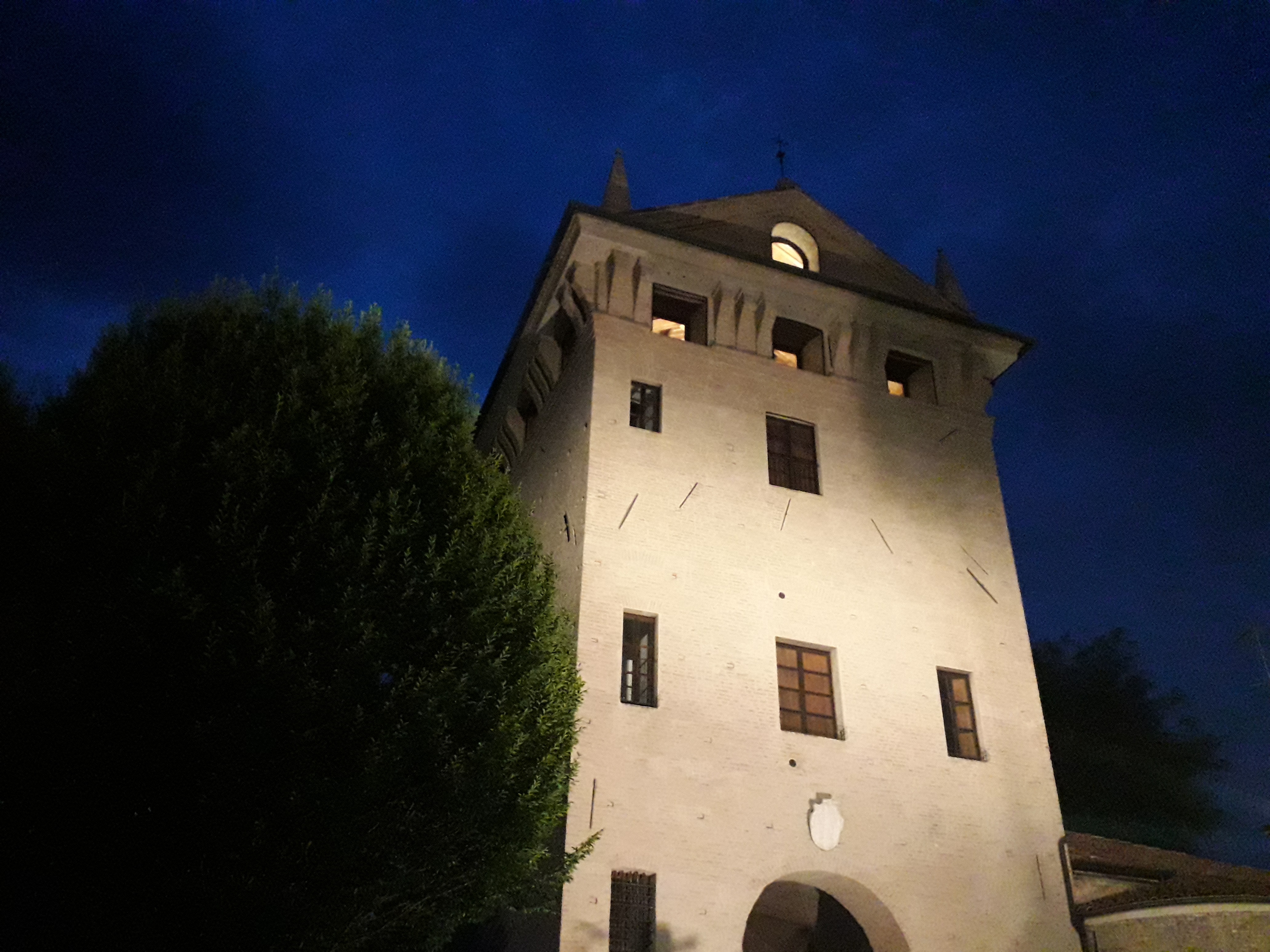
Veduta notturna della Torre civica

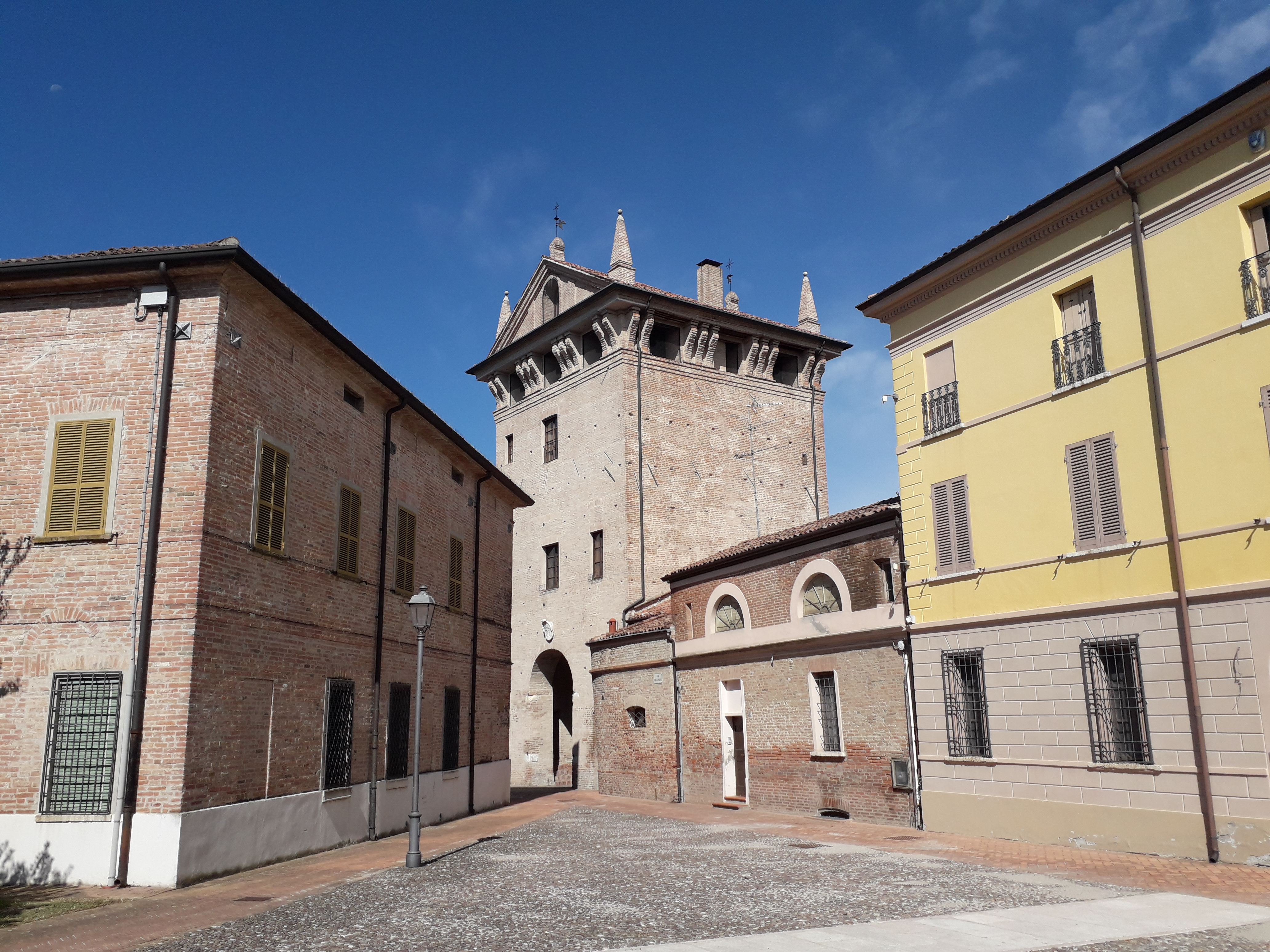
Un vicolo del centro storico

Il Castello di Gonzaga era una fortificazione di origine medievale situata a Gonzaga, in provincia di Mantova. La Torre Civica e la Torre delle Prigioni sono quanto rimane dell'antico maniero.

## Storia
Il castrum di Gonzaga è menzionato per la prima volta in un documento del 967, che ne attesta il passaggio di proprietà dal Monastero di San Benedetto di Leno ad Adalberto Atto di Canossa.
Successivamente il complesso fortificato fu acquisito dai Conti Casaloldi, che lo ampliarono per proteggere la popolazione dalle scorrerie degli Ungari.
A metà del Trecento i Corradi da Gonzaga, dal 1328 Signori di Mantova, restaurarono il Castello e lo dotarono di sette torri, contrafforti e mura percorse da una merlatura ghibellina.
Ma è il Quattrocento l'età d'oro del Castello di Gonzaga: in particolare, Ludovico II Gonzaga fece costruire all'interno (o nei pressi) del borgo fortificato un nuovo palazzo signorile, realizzato da Luca Fancelli nel 1458 e ultimato nel 1471. In seguito, furono chiamati vari artisti ad affrescarne le sale interne, fra cui Andrea Mantegna, che vi dipinse i Trionfi del Petrarca.
Nella seconda metà del Cinquecento il palazzo perse con gli anni la funzione di villeggiatura e di rappresentanza, ma i Gonzaga vi mantennero comunque scuderie con cavalli, cani e rapaci per uscite di caccia.
Il declino della Signoria coincise con la rovina del Castello: nel 1717, dieci anni dopo la fine dell'indipendenza dello stato gonzaghesco, il Castello fu smantellato e i materiali vennero utilizzati per la costruzione delle chiese di Polesine, Bondeno e di alcune case coloniche. Furono risparmiate solo due torri, a tutt'oggi gli unici resti originari del maniero, che vennero adibite a carceri fino a tutto l'Ottocento.
Entrambi gli edifici, col tempo recuperati, hanno subito gravi danni a seguito degli eventi sismici del 2012. Il restauro della Torre maggiore è completo e l'edificio è occasionalmente aperto al pubblico per mostre e visite guidate.

## Descrizione
L'antico Castello di Gonzaga si estendeva su un'area più ampia dell'attuale Piazza Castello, situata su una collinetta sopraelevata rispetto al resto della città. Dell'antico complesso rimangono oggi la Torre Civica e la Torre delle Prigioni. Nulla rimane, invece, del Palazzo signorile.
Completano la piazza un portico medievaleggiante costruito nel 1932 e alcune ville ottocentesche, che creano, nell'insieme, un ambiente pittoresco.

### Torre Civica
La Torre Civica, o mastio, è il monumento più rilevante fra quelli rimasti del Castello.
Sul lato di Via Torre è visibile un orologio con segni zodiacali, eseguito nel Novecento. Sotto di esso, campeggia lo stemma adottato dalla famiglia Gonzaga dal 1608, sotto la signoria di Vincenzo I Gonzaga. Lo stemma è racchiuso in uno scudo ovale, sormontato da una corona e circondato da un collare in cui compare un verso tratto dal Salmo 138. Sotto il collare, vi è una pisside con tre gocce del sangue di Cristo, reliquia che, secondo la tradizione, è conservata a Mantova.
Sotto la volta della torre, da un lato vi è l'affresco della Madonna della Ghiara in cui, sullo sfondo, è riprodotto il borgo di Gonzaga. Sull'altro lato compare invece lo stemma della famiglia Fiera di Mantova, strappo di affresco del 1600-1700.
Sul versante sud della torre è collocato un piccolo stemma marmoreo del 1432 con l'inquadramento Boemia/Gonzaga.